# Clemenceau Bridge

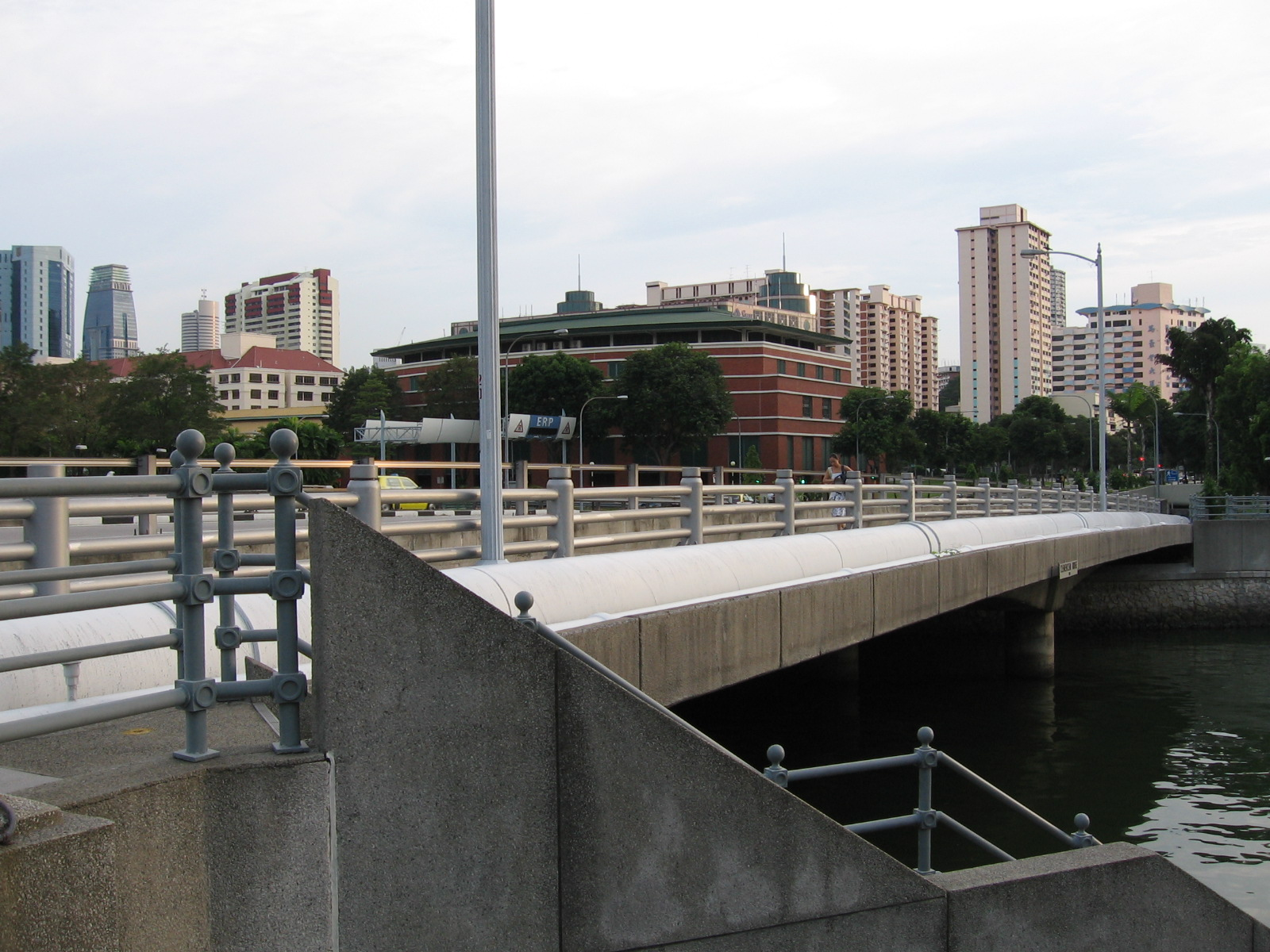
Clemenceau Bridge

Die Clemenceau Bridge ist eine Straßenbrücke aus Spannbeton über den Singapore River in Singapur. Die erste Brücke wurde 1940 eröffnet, die zweite 1991. Sie wurde nach dem französischen Ministerpräsidenten Georges Clemenceau benannt, der 1920 Singapur besuchte. Auch die zur gleichen Zeit gebaute Clemenceau Avenue, die über die Brücke verläuft, wurde nach ihm benannt.
Die erste Brücke von 1940 war 100 Meter lang und 18 Meter breit; auch bei Flut konnten Boote bis zu 2 Meter Höhe unter der Brücke durchfahren. 1989 wurde sie abgerissen, um Platz für den Bau der Schnellstraße Central Expressway (CTE) zu schaffen. Nach ihrer Fertigstellung wurde die Clemenceau Bridge neu aufgebaut, allerdings zweigeteilt und mit acht anstatt nur mit vier Fahrspuren.